# Gaius Valerius Severus
Gaius Valerius Severus war ein im 1. und 2. Jahrhundert n. Chr. lebender römischer Politiker.
Severus war um 120/121 bis 121/122 Statthalter (Legatus Augusti pro praetore) in der Provinz Lycia et Pamphylia. Durch Militärdiplome, die auf den 15. September und auf den 24. November 124 datiert sind, ist belegt, dass er 124 zusammen mit Gaius Iulius Gallus Suffektkonsul war; das Konsulat der beiden dauerte vom 1. September bis zum 31. Dezember dieses Jahres.